# Ordovicina
Ordovicina es un género de foraminífero bentónico de la subfamilia Thurammininae, de la familia Saccamminidae, de la superfamilia Saccamminoidea, del suborden Saccamminina y del orden Astrorhizida. Su especie tipo es Ordovicina oligostoma. Su rango cronoestratigráfico abarca desde el Ordovícico hasta la Silúrico.

## Discusión
Clasificaciones previas incluían Ordovicina en la superfamilia Astrorhizoidea, así como en el suborden Textulariina del orden Textulariida.

## Clasificación
Ordovicina incluye a las siguientes especies:
- Ordovicina monostoma †
- Ordovicina oligostoma †